# Culture des céréales dans les années 1800
Cet article présente l'histoire de la culture des céréales dans les années 1800.

## Années 1800
La disette anglaise de 1800 à 1801 aboutit à étendre la culture du blé dans les terrains les moins fertiles, introduisant dans la loi anglaise des complications « néfastes aux consommateurs », écrit un lobbyiste céréalier de l'époque, de l'Académie d'agriculture.
Le prix constaté du blé évolue en nette baisse au cours de la décennie en France, selon l'économiste Jean Fourastié, et même en forte baisse si l'on prend en compte l'évolution parallèle du salaire horaire, en particulier après la fin du blocus continental en 1808 :
| Années                                     | 1800 | 1801 | 1802 | 1803 | 1804 | 1805 | 1806 | 1807 | 1808 | 1809 |
| Prix observé du quintal de blé (en francs) | 27   | 28,8 | 32,6 | 29,7 | 23,8 | 26,2 | 26   | 24,1 | 21,6 | 19,7 |
| Prix réel (ajusté du salaire horaire)      | 193  | 199  | 225  | 198  | 154  | 164  | 162  | 146  | 127  | 112  |

### La ville nouvelle d'Odessa quadruple rapidement ses exportations de blé
Fondée en 1794, par Armand-Emmanuel du Plessis de Richelieu qui a fui la Révolution française, pour servir dans l'Armée impériale russe contre les Ottomans, Odessa compte, dès l'année suivante, 2 000 habitants, une poste et une Bourse, puis 20 000 habitants vingt ans après. Odessa triple ses exportations de céréale dans la période 1804-1813, pendant les guerres napoléoniennes. De nombreuses villes sont fondées en Nouvelle Russie, au statut également protégé, sur les rives des vastes steppes peuplées par des tribus nomades de Nogaïs. Nommées d'après d'antiques colonies grecques de la mer Noire : Odessa, Tiraspol, Nikopol, Kherson, Théodosia, Eupatoria, Sébastopol, Simferopol, Melitopol, Stavropol, elles attirent une foule cosmopolite, stimulant le commerce des céréales.

### Bonaparte à la recherche de céréales en Méditerranée
En 1800, pour faire sa campagne d'Égypte, Napoléon Bonaparte a eu besoin d'énormément de céréales, achetées en Algérie, un territoire alors pas encore colonisé. Mais la France n'a pas payé ces livraisons à temps et une partie n'était toujours pas réglée vingt ans plus tard, ce qui a suscité la colère du Dey d'Alger et un incident diplomatique. En 1800, Bonaparte a aussi fait appel à ses alliés égyptiens. Une nouvelle organisation financière est mise sur pied le 28 avril 1800 par Kléber, qui doit « pressurer » l'Égypte pour financer l'expédition d'Égypte, afin d'assurer rapidement un revenu régulier aux colonisateurs. Mourad Bey, devenu un allié important des Français, envoie de Haute-Égypte le produit de l'impôt dont il est redevable sous forme d'argent et de céréales.
Les céréales se sont plutôt raréfiées en mer Méditerranée depuis quelques années, malgré le grand nombre de pays où elles sont cultivées. En témoignent les décisions prises par Bonaparte en juin 1798, quand il fait libérer et affranchir quelque 2 000 esclaves présentés comme marocains à Malte, alors qu'il rétablira peu après l'esclavage en France. Cette libération tenait moins à un souci humanitaire qu'à une préoccupation pratique: Malte dépendait de l'Afrique du Nord, Maroc inclus, pour ses approvisionnements en céréales et Bonaparte avait besoin de nourrir la population sur place. Une lettre des Affaires étrangères de Paris au consul de France à Tanger, datée du 5 vendémiaire an VII, fait ainsi appel à la fourniture de grains du Maroc « qui doit avoir été sensible à la libération de sujets qui ne tarderont pas à retrouver leur pays ». Même demande faite en juillet 1798. Mais aucune de ces deux demandes n'obtint de réponse du Maroc, qui par ailleurs se montra très réservé ensuite sur l'expédition d'Égypte de 1800, contrairement à ce que la propagande de l'époque veut faire croire.

### 1808: Méhémet Ali face aux greniers secrets des Mamelouks
Les premières ventes importantes de céréales réalisées en 1808 aux forces militaires britanniques donnent à l'Égypte les moyens de développer la culture du blé dans le delta du Nil. Les terres à céréales de Haute Égypte se trouvent encore sous le contrôle des Mamelouks et les négociations avec eux ont échoué. Méhémet Ali, nommé gouverneur de l'Égypte par les Ottomans en 1806, et considéré comme le fondateur de l'Égypte moderne, décida d’employer la force. Les consuls français mentionnent que chaque opération militaire réussie contre eux lui permettait de mettre la main sur de nouveaux entrepôts à grains cachés dans le désert et d’acheminer rapidement ces céréales jusqu’à Alexandrie pour les expédier de là vers Malte ou vers l’Espagne. Ainsi, la tuerie des Mamelouks en 1811, prélude d'une chasse aux Mamelouks organisée dans la plupart des villes de province, consacrant leur élimination définitive s’explique aussi par la volonté de contrôler les circuits des céréales : au même moment, Méhémet Ali mettait en place le monopole sur les grains, imposant aux paysans de vendre leur production exclusivement à lui et interdisant aux négociants étrangers d’acheter du blé ailleurs qu’auprès des entrepôts d’Alexandrie.